# San Juan (montaña)
San Juan o Ancos Punta es una montaña en los Andes Centrales de Perú. Está localizada en la región Ancash y es parte de la Cordillera Blanca. Tiene una elevación de 5,843 metros (19,170 pues) sobre el nivel de mar. Se ubica al noroeste de nevado Huantsán.

## Ascensiones históricas

### Primera Expedición
Estados Unidos: El 3 de julio de 1957, los estadounidenses Nick Clinch y Rodman L. Tidrik logran alcanzar la cumbre por primera vez, empezaron desde la laguna Shallap hasta llegar al col entre el Tumarinaraju y el San Juan, y luego por la arista sur de la montaña.